# Villamaina

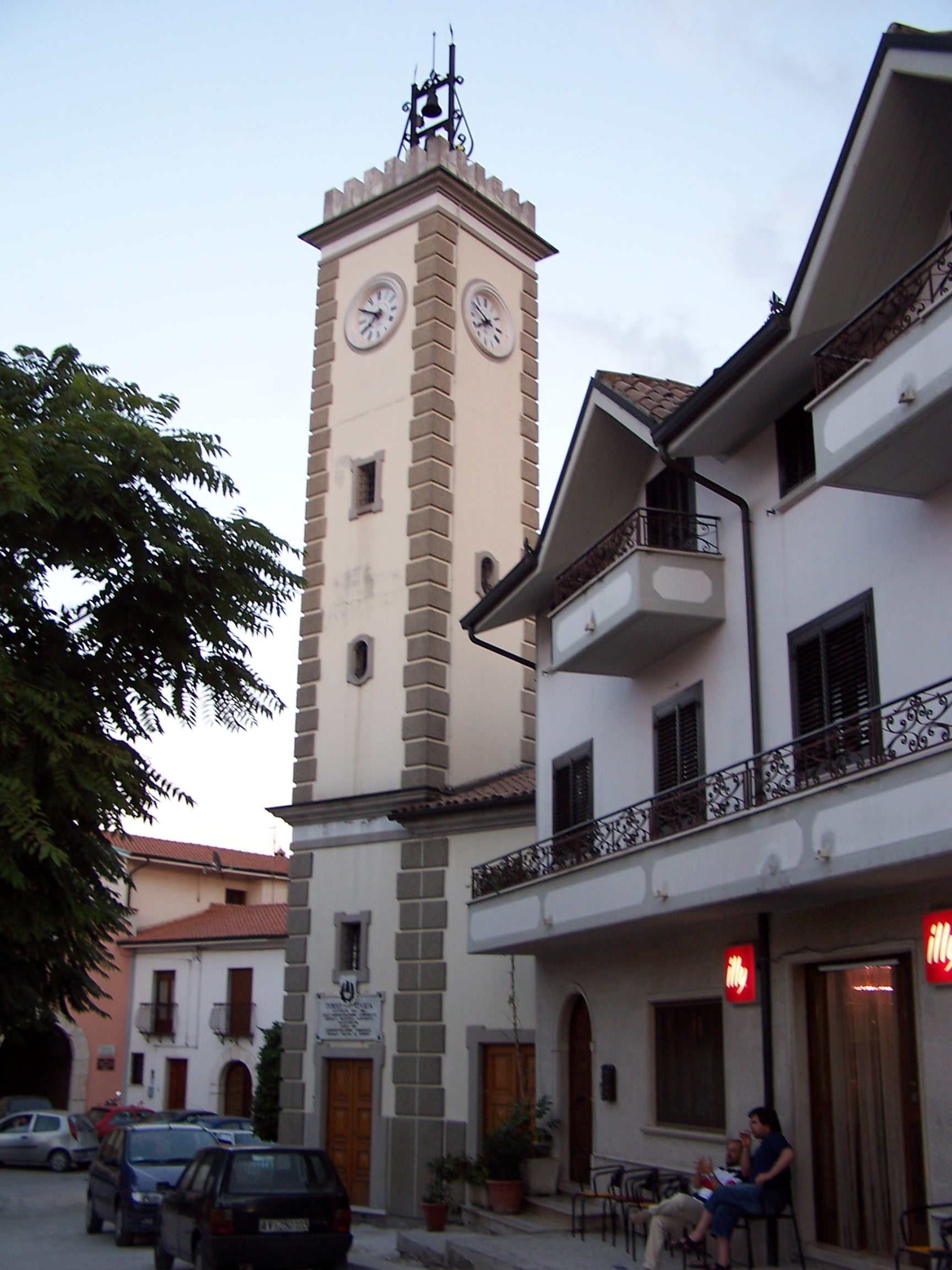
Turm der Kirche San Rocco in Villamaina

Villamaina ist eine italienische Gemeinde mit 892 Einwohnern (Stand 31. Dezember 2023) in der Provinz Avellino in der Region Kampanien.

## Geografie
Die Nachbargemeinden sind Frigento, Gesualdo, Paternopoli, Rocca San Felice, Sant’Angelo dei Lombardi und Torella dei Lombardi.